# Provincia di Costantina
La provincia di Costantina (in arabo ولاية قسنطينة) è una delle 58 province dell'Algeria. Prende il nome dal suo capoluogo Costantina.

## Popolazione
La provincia conta 938.475 abitanti, di cui 470.262 di genere maschile e 468.213 di genere femminile, con un tasso di crescita dal 1998 al 2008 dell'1.5%.

## Geografia antropica

### Suddivisioni amministrative
La provincia è formata da 6 distretti, a loro volta suddivisi in 12 comuni.

1. Costantina•
2. El Khroub•
3. Aïn Abid•
4. Zighoud Youcef•
5. Hamma Bouziane•
6. Ibn Ziad

| Distretto      | Comuni                                 |
| -------------- | -------------------------------------- |
| Costantina     | Costantina                             |
| El Khroub      | El Khroub · Aïn Smara · Ouled Rahmoune |
| Aïn Abid       | Aïn Abid · Ibn Badis                   |
| Zighoud Youcef | Zighoud Youcef · Beni Hamiden          |
| Hamma Bouziane | Hamma Bouziane · Didouche Mourad       |
| Ibn Ziad       | Ibn Ziad · Messaoud Boudjriou          |